# Архангельське (Аннинський район)
Архангельське (рос. Архангельское) — село в Аннинському районі Воронезької області Російської Федерації.
Населення становить 2165 осіб (2018). Входить до складу муніципального утворення Архангельське сільське поселення.

## Історія
Населений пункт розташований у історичному регіоні Чорнозем'я. Від 1928 року належить до Аннинського району, спочтаку в складі Центрально-Чорноземної області, а від 1934 року — Воронезької області.
Згідно із законом від 15 жовтня 2004 року входить до складу муніципального утворення Архангельське сільське поселення.

## Населення
| 1959 | 2000  | 2005  | 2010  | 2016  | 2018  |
| ---- | ----- | ----- | ----- | ----- | ----- |
| 4035 | ↘2308 | ↘2061 | ↘1920 | ↗2266 | ↘2165 |